# Santa Creu de la Serós
Santa Creu de la Serós (en aragonès Santa Cruz d'as Serors, en castellà Santa Cruz de la Serós) és un municipi aragonès situat a la província d'Osca i enquadrat a la comarca de la Jacetània.